# Tymbou
Tymbou o Tymvou (griego: Τύμβου, turco: Kırklar) es un pueblo de la isla de Chipre, situado en el distrito de Nicosia (de facto, en el de Lefkoşa).
Está ubicado a 17 km al suroeste de la ciudad de Nicosia, a 6 km al suroeste de la localidad de Mora/Meriç e inmediatamente al sur de la antigua ruta de Nicosia-Famagusta.
Tymbou significa "tumba" en griego. En 1975, los turcochipriotas lo llamaron Kırklar debido al cercano Tekke de Kırklar (cuarenta mártires). El tekke fue construido en el siglo XVIII arriba de una cueva con cuarenta tumbas y fue un lugar sagrado para musulmanes y cristianos hasta la década de 1950.
Hoy el pueblo es un campamento militar turco.

## Aeropuerto
El Aeropuerto Internacional de Ercan se encuentra a 2,5 km al norte del pueblo. Fue construido por los británicos durante la Segunda Guerra Mundial como aeropuerto militar, y hasta 1974 se llamó Tymbou Airfield. Durante la Operación Atila de ese año se encontraba inoperable. Los turcos lo han transformado en un aeropuerto civil, desde donde se realizan vuelos directos a diferentes lugares de Turquía. Lo llamaron Ercan en honor a un piloto militar turco que murió en 1974.
El gobierno de Chipre considera a su uso como Ilegal. Tampoco es reconocido por la OACI